# Arturo Sandoval
Arturo Sandoval (6 november 1949 i Artemisa Cuba) er en cubansk trompetist.
Sandoval som er inspireret af Dizzy Gillespie og Clifford Brown, hører til de betydelige trompetister i 1970´erne og 1980´erne.
Sandoval behersker, ligesom kollegaen Wynton Marsalis, både jazz og klassisk musik på trompeten, og spiller i en  teknisk bebop-stil.
Han spillede på Cuba i gruppen Irakere, som var et big band ledet af pianisten Chucho Valdés. Sandoval mødte i 1977 Dizzy Gillepie, og afhoppede i 1990 til USA, efter en endt turné i Spanien. Han fik statsborgerskab i 1999. Han har spillet i Gillespie´s United Nation Orchestra, og med egne grupper, og har indspillet en del plader i eget navn. 